# Stręczycielka
Stręczycielka (niderl. De koppelaarster) – obraz olej na desce pędzla holenderskiego malarza Gerrita van Honthorsta z 1625 roku.

## Opis
Dzieło przedstawia dom publiczny. Widzimy roześmianą dziewczynę z głęboko wyciętym dekoltem, młodego mężczyznę w kapeluszu ozdobionym piórem oraz starszą kobietę w turbanie. Mężczyzna wyciąga rękę do dziewczyny, w drugiej trzymając sakiewkę. Dziewczyna zaś trzyma lutnię, symbolizującą lubieżność i rozwiązłość.
Obraz jest pełen gry cienia i światła, którego jedynym źródłem jest pojedyncza świeca.